# Маріанополі
Маріанополі (італ. Marianopoli, сиц. Manchi) — муніципалітет в Італії, у регіоні Сицилія,  провінція Кальтаніссетта.
Маріанополі розташоване на відстані близько 500 км на південь від Рима, 80 км на південний схід від Палермо, 19 км на північний захід від Кальтаніссетти.
Населення — 1921 особа (2014).
Щорічний фестиваль відбувається першої неділі серпня. Покровитель — San Prospero.

## Демографія
Населення за роками:

Станом на 1 січня 2023 року в муніципалітеті офіційно проживало 11 іноземців з 4 країн, серед них 10 громадян країн Євросоюзу та 1 громадянин України.

## Сусідні муніципалітети
- Кальтаніссетта
- Муссомелі
- Петралія-Соттана
- Віллальба